# 1970年カナダグランプリ
1970年カナダグランプリ (1970 Canadian Grand Prix) は、1970年のF1世界選手権第11戦として、1970年9月20日にモントランブラン・サーキットで開催された。
レースは90周で行われ、フェラーリのジャッキー・イクスが2番手スタートから優勝した。チームメイトのクレイ・レガツォーニが2位、マーチのクリス・エイモンが3位となった。

## 背景
前戦イタリアGPでのヨッヘン・リントの事故死は、F1の歴史の中で前例のない状況を作り出した。リントは亡くなるまでに45点を獲得し、ジャック・ブラバムとジャッキー・スチュワートに20点の差を付けてドライバーズランキングの首位を独走していた。ブラバムとスチュワートに加え、デニス・ハルム、クレイ・レガツォーニ、ジャッキー・イクスの3人もリントを上回る可能性がある。特にイクスとレガツォーニのフェラーリ勢はオーストリアGPとイタリアGPを制した勢いがあり、既に残り3戦でリントとロータスを逆転してチャンピオンを獲得できる可能性は低かったとはいえ、本レースで1-2フィニッシュを達成できればその可能性も現実味を帯びてくる状況であった。いずれにしても、本レースでリントとの差を18点以内に縮めない限り、リントを上回る可能性はなくなる。しかし、FIAが亡くなったドライバーに対し、実際にチャンピオンを授与するかどうかはまだ決まっていなかった。

## エントリー
前戦イタリアGPでヨッヘン・リントを失ったロータスは、本レースを欠場した。一方、イタリアGPでロータス勢とともに撤退したロブ・ウォーカーは出場し、グラハム・ヒルは改めてロータス・72Cを走らせる。オーストリアGPとイタリアGPで連勝したフェラーリは、ジャッキー・イクスとクレイ・レガツォーニの2台体制に戻った。ティレルは極秘裏に自製F1マシンを制作し、夏に新車001が完成した。今季の残り3戦はエースのジャッキー・スチュワートに001を託し、フランソワ・セベールは従来のマーチ・701を走らせる。

### エントリーリスト
| チーム                                              | No. | ドライバー                     | コンストラクター | シャシー | エンジン                         | タイヤ |
| --------------------------------------------------- | --- | ------------------------------ | ---------------- | -------- | -------------------------------- | ------ |
| ティレル・レーシング・オーガニゼーション            | 2   | フランソワ・セベール           | マーチ           | 701      | フォード・コスワース DFV 3.0L V8 | D      |
| ティレル・レーシング・オーガニゼーション            | 3   | ジャッキー・スチュワート       | ティレル         | 001      | フォード・コスワース DFV 3.0L V8 | D      |
| チーム・サーティース                                | 4   | ジョン・サーティース           | サーティース     | TS7      | フォード・コスワース DFV 3.0L V8 | F      |
| ブルース・マクラーレン・モーターレーシング          | 5   | デニス・ハルム                 | マクラーレン     | M14A     | フォード・コスワース DFV 3.0L V8 | G      |
| ブルース・マクラーレン・モーターレーシング          | 6   | ピーター・ゲシン               | マクラーレン     | M14A     | フォード・コスワース DFV 3.0L V8 | G      |
| ブルース・マクラーレン・モーターレーシング          | 8   | アンドレア・デ・アダミッチ     | マクラーレン     | M14D     | アルファロメオ T33 3.0L V8       | G      |
| ブルックボンド・オクソ・レーシング/ロブ・ウォーカー | 9   | グラハム・ヒル                 | ロータス         | 72C      | フォード・コスワース DFV 3.0L V8 | F      |
| フランク・ウィリアムズ・レーシングカーズ            | 10  | ティム・シェンケン             | デ・トマソ       | 505      | フォード・コスワース DFV 3.0L V8 | D      |
| モーターレーシング・ディベロップメンツ・リミテッド  | 11  | ジャック・ブラバム             | ブラバム         | BT33     | フォード・コスワース DFV 3.0L V8 | G      |
| アウト・モトール・ウント・シュポルト                | 12  | ロルフ・シュトメレン           | ブラバム         | BT33     | フォード・コスワース DFV 3.0L V8 | G      |
| ヤードレー・チーム・BRM                             | 14  | ペドロ・ロドリゲス             | BRM              | P153     | BRM P142 3.0L V12                | D      |
| ヤードレー・チーム・BRM                             | 15  | ジャッキー・オリバー           | BRM              | P153     | BRM P142 3.0L V12                | D      |
| ヤードレー・チーム・BRM                             | 16  | ジョージ・イートン             | BRM              | P153     | BRM P142 3.0L V12                | D      |
| スクーデリア・フェラーリ SpA SEFAC                  | 18  | ジャッキー・イクス             | フェラーリ       | 312B     | フェラーリ 001 3.0L F12          | F      |
| スクーデリア・フェラーリ SpA SEFAC                  | 19  | クレイ・レガツォーニ           | フェラーリ       | 312B     | フェラーリ 001 3.0L F12          | F      |
| マーチ・エンジニアリング                            | 20  | クリス・エイモン               | マーチ           | 701      | フォード・コスワース DFV 3.0L V8 | F      |
| マーチ・エンジニアリング                            | 21  | ジョー・シフェール             | マーチ           | 701      | フォード・コスワース DFV 3.0L V8 | F      |
| エキップ・マトラ・エルフ                            | 23  | ジャン＝ピエール・ベルトワーズ | マトラ           | MS120    | マトラ MS12 3.0L V12             | G      |
| エキップ・マトラ・エルフ                            | 24  | アンリ・ペスカロロ             | マトラ           | MS120    | マトラ MS12 3.0L V12             | G      |
| コーリン・クラッベ・レーシング                      | 26  | ロニー・ピーターソン           | マーチ           | 701      | フォード・コスワース DFV 3.0L V8 | G      |
| ソース:                                             |     |                                |                  |          |                                  |        |

## 予選

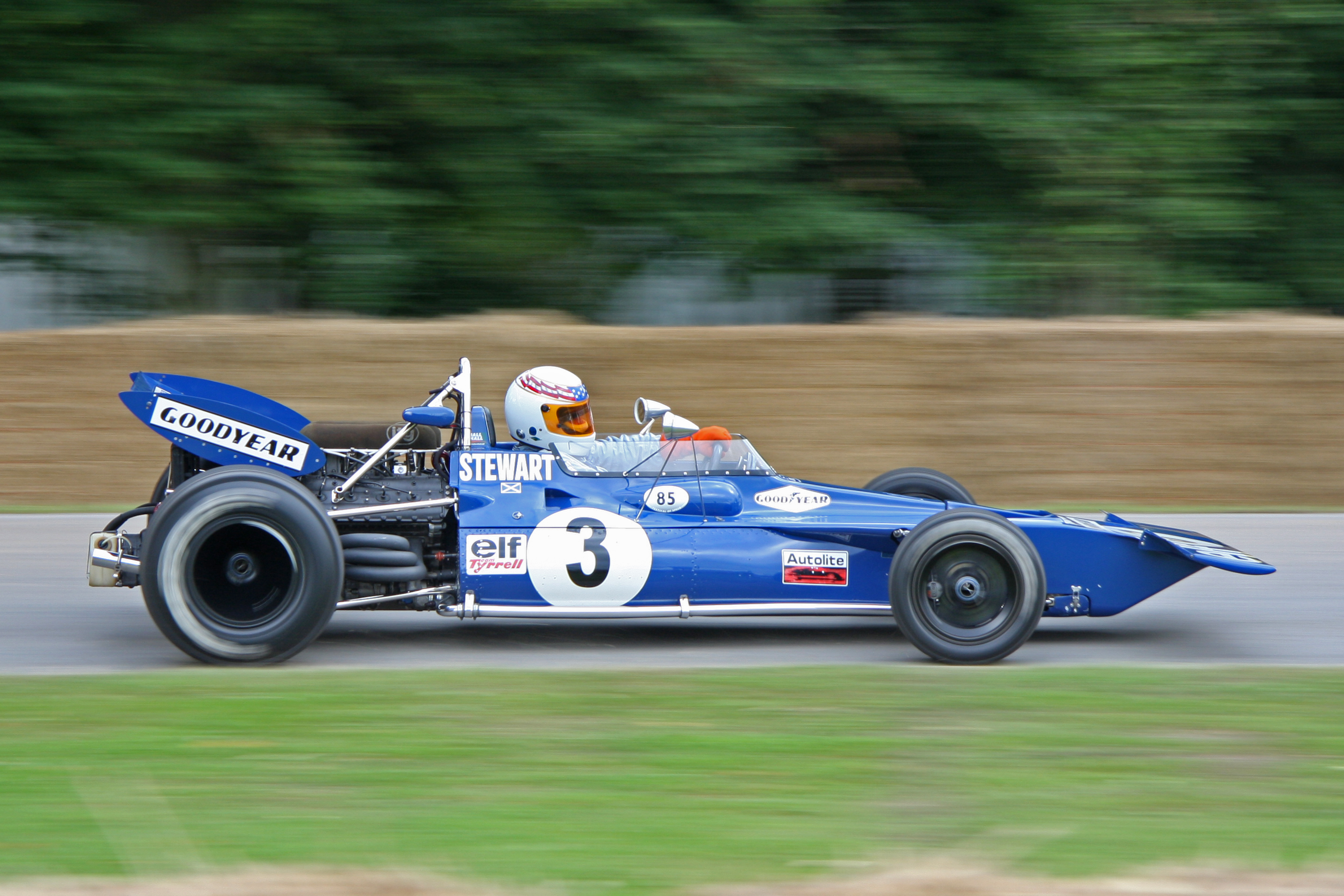
ティレル・001はデビュー戦でポールポジションを獲得した（2008年のグッドウッド・フェスティバル・オブ・スピードにて）。

フェラーリは最近のレースを支配していたが、F1デビュー戦のティレル・001を駆るジャッキー・スチュワートがフェラーリ勢を退け、ポールポジションを獲得した。フェラーリ勢はジャッキー・イクスが2番手でフロントローを獲得し、クレイ・レガツォーニは3番手で、スチュワートのチームメイトでマーチ・701を駆るフランソワ・セベールとともに2列目を得た。ジョン・サーティースは自製マシンのサーティース・TS7で5番手に入り、クリス・エイモンとともに3列目からスタートする。デニス・ハルムはエンジンに問題が発生して15番手、ブラバム勢はハンドリングの問題でロルフ・シュトメレンが18番手、ジャック・ブラバムは19番手に沈み、唯一となったロータス・72を走らせるグラハム・ヒルは最下位に終わった。

### 予選結果
| 順位    | No. | ドライバー                     | コンストラクター            | タイム | 差   | グリッド |
| ------- | --- | ------------------------------ | --------------------------- | ------ | ---- | -------- |
| 1       | 3   | ジャッキー・スチュワート       | ティレル-フォード           | 1:31.5 | -    | 1        |
| 2       | 18  | ジャッキー・イクス             | フェラーリ                  | 1:31.6 | +0.1 | 2        |
| 3       | 19  | クレイ・レガツォーニ           | フェラーリ                  | 1:31.9 | +0.4 | 3        |
| 4       | 2   | フランソワ・セベール           | マーチ-フォード             | 1:32.4 | +0.9 | 4        |
| 5       | 4   | ジョン・サーティース           | サーティース-フォード       | 1:32.6 | +1.1 | 5        |
| 6       | 20  | クリス・エイモン               | マーチ-フォード             | 1:32.6 | +1.1 | 6        |
| 7       | 14  | ペドロ・ロドリゲス             | BRM                         | 1:32.7 | +1.2 | 7        |
| 8       | 24  | アンリ・ペスカロロ             | マトラ                      | 1:32.9 | +1.4 | 8        |
| 9       | 16  | ジョージ・イートン             | BRM                         | 1:32.9 | +1.4 | 9        |
| 10      | 15  | ジャッキー・オリバー           | BRM                         | 1:33.1 | +1.6 | 10       |
| 11      | 6   | ピーター・ゲシン               | マクラーレン-フォード       | 1:33.2 | +1.7 | 11       |
| 12      | 8   | アンドレア・デ・アダミッチ     | マクラーレン-アルファロメオ | 1:33.2 | +1.7 | 12       |
| 13      | 23  | ジャン＝ピエール・ベルトワーズ | マトラ                      | 1:33.4 | +1.9 | 13       |
| 14      | 21  | ジョー・シフェール             | マーチ-フォード             | 1:33.5 | +2.0 | 14       |
| 15      | 5   | デニス・ハルム                 | マクラーレン-フォード       | 1:33.9 | +2.4 | 15       |
| 16      | 26  | ロニー・ピーターソン           | マーチ-フォード             | 1:34.4 | +2.9 | 16       |
| 17      | 10  | ティム・シェンケン             | デ・トマソ-フォード         | 1:34.6 | +3.1 | 17       |
| 18      | 12  | ロルフ・シュトメレン           | ブラバム-フォード           | 1:34.7 | +3.2 | 18       |
| 19      | 11  | ジャック・ブラバム             | ブラバム-フォード           | 1:35.4 | +3.9 | 19       |
| 20      | 9   | グラハム・ヒル                 | ロータス-フォード           | 1:35.8 | +4.3 | 20       |
| ソース: |     |                                |                             |        |      |          |

## 決勝
スタートでジャッキー・スチュワートがリードし、ジャッキー・イクスが追いかけ、7番手スタートのペドロ・ロドリゲスがジョン・サーティース、フランソワ・セベール、クレイ・レガツォーニを抜いて3位に浮上した。スチュワートはリードを広げ始め、ティレルの新車001が非常に競争力のあるマシンということを証明したが、32周目にスタブアクスルの故障でリタイアした。これでイクスがトップとなり、サーティースがミスファイアでピットインを余儀なくされた後にセベールとロドリゲスを抜いて2位に浮上したレガツォーニに30秒近い差を付け、フェラーリが1-2体制を築いた。クリス・エイモンはセベールを抜いて3位に浮上し、セベールはリアダンパーのトラブルでピットインを余儀なくされた。
フェラーリは1-2フィニッシュを達成し、レースを制したイクスは合計ポイントを28点に積み上げてドライバーズランキング2位に浮上したが、首位のヨッヘン・リントは亡くなるまでに45点を獲得しているため、リントのポイントを上回ってチャンピオンを獲得するには、残り2戦で連勝する必要がある。なお、イクス以外のドライバーはこの時点でリントを逆転できる可能性がなくなった。コンストラクターズチャンピオン争いは、本レースを欠場したロータスは50点のまま依然首位をキープしているが、オーストリアGPからの連勝を3に伸ばしたフェラーリがマーチと同じ43点で2位に順位を上げ、首位ロータスとの差を7点まで縮めた。

### レース結果
| 順位    | No. | ドライバー                     | コンストラクター            | 周回数 | タイム/リタイア原因 | グリッド | ポイント |
| ------- | --- | ------------------------------ | --------------------------- | ------ | ------------------- | -------- | -------- |
| 1       | 18  | ジャッキー・イクス             | フェラーリ                  | 90     | 2:21:18.4           | 2        | 9        |
| 2       | 19  | クレイ・レガツォーニ           | フェラーリ                  | 90     | +14.8               | 3        | 6        |
| 3       | 20  | クリス・エイモン               | マーチ-フォード             | 90     | +57.9               | 6        | 4        |
| 4       | 14  | ペドロ・ロドリゲス             | BRM                         | 89     | +1 Lap              | 7        | 3        |
| 5       | 4   | ジョン・サーティース           | サーティース-フォード       | 89     | +1 Lap              | 5        | 2        |
| 6       | 6   | ピーター・ゲシン               | マクラーレン-フォード       | 88     | +2 Laps             | 11       | 1        |
| 7       | 24  | アンリ・ペスカロロ             | マトラ                      | 87     | +3 Laps             | 8        |          |
| 8       | 23  | ジャン＝ピエール・ベルトワーズ | マトラ                      | 85     | クラッチ            | 13       |          |
| 9       | 2   | フランソワ・セベール           | マーチ-フォード             | 85     | +5 Laps             | 4        |          |
| 10      | 16  | ジョージ・イートン             | BRM                         | 85     | +5 Laps             | 9        |          |
| NC      | 10  | ティム・シェンケン             | デ・トマソ-フォード         | 79     | 規定周回数不足      | 17       |          |
| NC      | 9   | グラハム・ヒル                 | ロータス-フォード           | 77     | 規定周回数不足      | 20       |          |
| Ret     | 8   | アンドレア・デ・アダミッチ     | マクラーレン-アルファロメオ | 69     | 油圧                | 12       |          |
| NC      | 26  | ロニー・ピーターソン           | マーチ-フォード             | 65     | 規定周回数不足      | 16       |          |
| Ret     | 5   | デニス・ハルム                 | マクラーレン-フォード       | 58     | エンジン            | 15       |          |
| Ret     | 11  | ジャック・ブラバム             | ブラバム-フォード           | 57     | オイル漏れ          | 19       |          |
| NC      | 15  | ジャッキー・オリバー           | BRM                         | 52     | 規定周回数不足      | 10       |          |
| Ret     | 3   | ジャッキー・スチュワート       | ティレル-フォード           | 31     | 車軸                | 1        |          |
| Ret     | 12  | ロルフ・シュトメレン           | ブラバム-フォード           | 22     | ハンドリング        | 18       |          |
| Ret     | 21  | ジョー・シフェール             | マーチ-フォード             | 21     | エンジン            | 14       |          |
| ソース: |     |                                |                             |        |                     |          |          |

優勝者ジャッキー・イクスの平均速度
162.986 km/h (101.275 mph)
ファステストラップ
- クレイ・レガツォーニ - 1:32.2（75周目）

ラップリーダー
太字は最多ラップリーダー
- ジャッキー・スチュワート - 31周 (Lap 1-31)
- ジャッキー・イクス - 59周 (Lap 32-90)

## 第11戦終了時点のランキング
|         | 順位 | ドライバー               | ポイント |
| ------- | ---- | ------------------------ | -------- |
|         | 1    | ヨッヘン・リント         | 45       |
| 4       | 2    | ジャッキー・イクス       | 28       |
| 2       | 3    | クレイ・レガツォーニ     | 27       |
| 2       | 4    | ジャッキー・スチュワート | 25       |
| 2       | 5    | ジャック・ブラバム       | 25       |
| ソース: |      |                          |          |

|         | 順位 | コンストラクター      | ポイント |
| ------- | ---- | --------------------- | -------- |
|         | 1    | ロータス-フォード     | 50       |
| 2       | 2    | フェラーリ            | 43       |
| 1       | 3    | マーチ-フォード       | 43       |
| 1       | 4    | ブラバム-フォード     | 35       |
|         | 5    | マクラーレン-フォード | 31       |
| ソース: |      |                       |          |

- 注: トップ5のみ表示。前半7戦のうちベスト6戦及び後半6戦のうちベスト5戦がカウントされる。